# Organisk jord
Organisk jord är jordarter som i huvudsak består av organiskt material. Beroende på det organiska materialets ursprung, kan organiska jordar delas in i följande klasser:
- Mulljord
- Torvjord
- Dyjord
- Gyttjejord